# الباشا تلميذ (فلم)
الباشا تلميذ فيلم مصري من إنتاج عام 2004.

## قصة الفيلم
تدور قصة الفيلم حول جامعة الصفوة التي كان فيها الكثير من الطلبة الذين كانوا يدمنون المخدرات وهنا كان يحاول اللواء نجدت (حسن حسني) بأن يحل هذه المشكلة ولكنه يفشل دوما، إلا أن يتوصل إلى خطة حيث يختار إحدى الضباط من دفعة حديثة فاختار الضابط بسيوني (كريم عبد العزيز) وشرح له الخطة بأن يكون إحدى الطلبة في تلك الجامعة فوافق بسيوني وهنا تدور الأحداث في الجامعة ويتعرف بسيوني على إنجي (غادة عادل) وطارق عدوه اللدود (محمد رجب) والبنت الغريبة مايا (مها أحمد) والمطرب الفاشل حمزة (رامز جلال) ويخوض الكثير من المغامرات ويقع في حب إنجي، إلا أن يكتشف أمره فيرحل عن الجامعة ويفشل في مهمته، ولكن إنجي وحمزة اكتشفا أنه كان يبحث عن المخدرات فقررا مساعدته وكذلك ساعده طارق وبعد ذلك نجح بسيوني في مهمته وكوفئ بعد ذلك وكذلك تخرجت إنجي وحمزة ومايا من الجامعة.

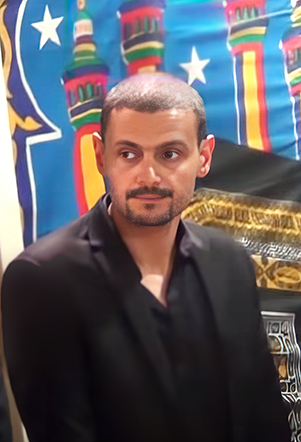
رامز جلال في دور حمزة

## بطولة
- كريم عبد العزيز
- غادة عادل
- حسن حسني
- محمد لطفي
- رامز جلال
- مها أحمد
- محمد رجب
- خالد الصاوي
- منى هلا
- محمد الدفراوي
- لطفي لبيب
- رضا إدريس
- أحمد عقل
- فايق عزب
- رفيق محسن
- علاء زينهم
- يوسف داود
- سعيد طرابيك
- سامي مغاوري
- محمد يوسف
- ألفت سكر
- سليمان عيد
- نعيم عيسى
- نورا السباعي
- منة فضالي

## فريق العمل
- إخراج: وائل إحسان
- تاليف: بلال فضل
- مونتاج: معتز الكاتب
- مدير تصوير: إيهاب محمد علي
- إنتاج: يوني كورن، عرب سكرين
- مدير الإنتاج: محمد دانا
- توزيع: الإخوة المتحدين للسينما
- سنة الإنتاج: 2004
- عرض أول: 28-1-2004

## روابط خارجية
- مقالات تستعمل روابط فنية بلا صلة مع ويكي بيانات